# のまず池
のまず池は、滋賀県愛知郡愛荘町愛知川にある池。愛知川の伏流水が湧き出ている池であり、農業用水として使用されている。

## 概要
のまず池は不飲池や不呑池、野間津池とも記されている。不飲（呑）池と記されるようになった理由の一つに、野間津池で平将門の首を洗ったという話が伝わっている。また、愛荘町には山塚古墳と歌詰橋にも平将門にまつわる伝承がある。